# Audi 80 IV
Cet article concerne la quatrième génération de l’Audi 80. Pour des informations générales sur l’Audi 80, consultez Audi 80.
 (mai 2025).
Si vous disposez d'ouvrages ou d'articles de référence ou si vous connaissez des sites web de qualité traitant du thème abordé ici, merci de compléter l'article en donnant les références utiles à sa vérifiabilité et en les liant à la section « Notes et références ».
L'Audi 80 B4 (également connue sous le nom de Type 8C) a été présentée par Audi en septembre 1991 en tant que quatrième et dernier modèle de la gamme Audi 80 disponible depuis 1972.
Le modèle était basé sur l'Audi 80 B3, qui était produite depuis 1986, mais elle a été considérablement révisée pour la transition vers ce modèle. Pour la première fois dans cette gamme, un moteur V6 était également disponible.
La successeur, l'Audi A4, est apparue en novembre 1994, initialement uniquement en tant que berline. L'Audi 80 Avant est sortie de la chaîne de montage jusqu'en décembre 1995.

## Historique du modèle

### Général
L'Audi 80 B4 représentait un développement approfondie du modèle précédent, dont elle s'en distingue à l'extérieur par une «face Audi» modifiée, qui se caractérise par un capot redessiné avec une calandre intégrée, précédemment installé sur l'Audi V8 et l'Audi 100 C4, ainsi que des pare-chocs peints couleur carrosserie. La partie supérieure de la lunette arrière de la B4 est également moins incurvée que celle de son prédécesseur. Une grande partie de la section du toit, y compris la forme et la position du pare-brise, est restée inchangée par rapport à la B3.
Le coffre à bagages du modèle précédent, la B3, avait une forme défavorable fréquemment critiquée en raison de l'axe de manivelle de torsion arrière, qui nécessitait un espace d'installation relativement important. Un coffre plus grand avec un plancher plat a été rendu possible dans la successeur, la B4, grâce à l'utilisation d'un essieu à poutre de torsion. Cependant, cela nécessitait un empattement plus grand, c'est pourquoi la voiture était plus longue de près de 8 cm. Les roues plus grandes dissimulaient astucieusement le fait que le bord arrière de la porte arrière se trouvait au même endroit qu'auparavant.
Grâce à l'essieu arrière modifié, un réservoir horizontal a également pu être installé, ce qui a permis un coffre lisse et profond et des dossiers rabattables et donc aussi une variante break, qui a été présentée à l'été 1992 sous le nom d'Audi 80 Avant. À l'arrière, la forme de la carrosserie montre que la variante break était déjà en cours de développement à l'époque de l'Audi 80 B3. Les feux arrière de la B3 sont identiques à ceux de l'Avant.
Avec l'introduction de l'Audi 80 B4, les gammes de modèles Audi 80 et Audi 90 étaient à nouveau combinées. En plus des moteurs cinq cylindres précédemment réservés à l'Audi 90, l'Audi 80 B4 était également disponible avec des moteurs V6 (2,8 l de 128 kW et également 2,6 l de 110 kW à partir de 1992).

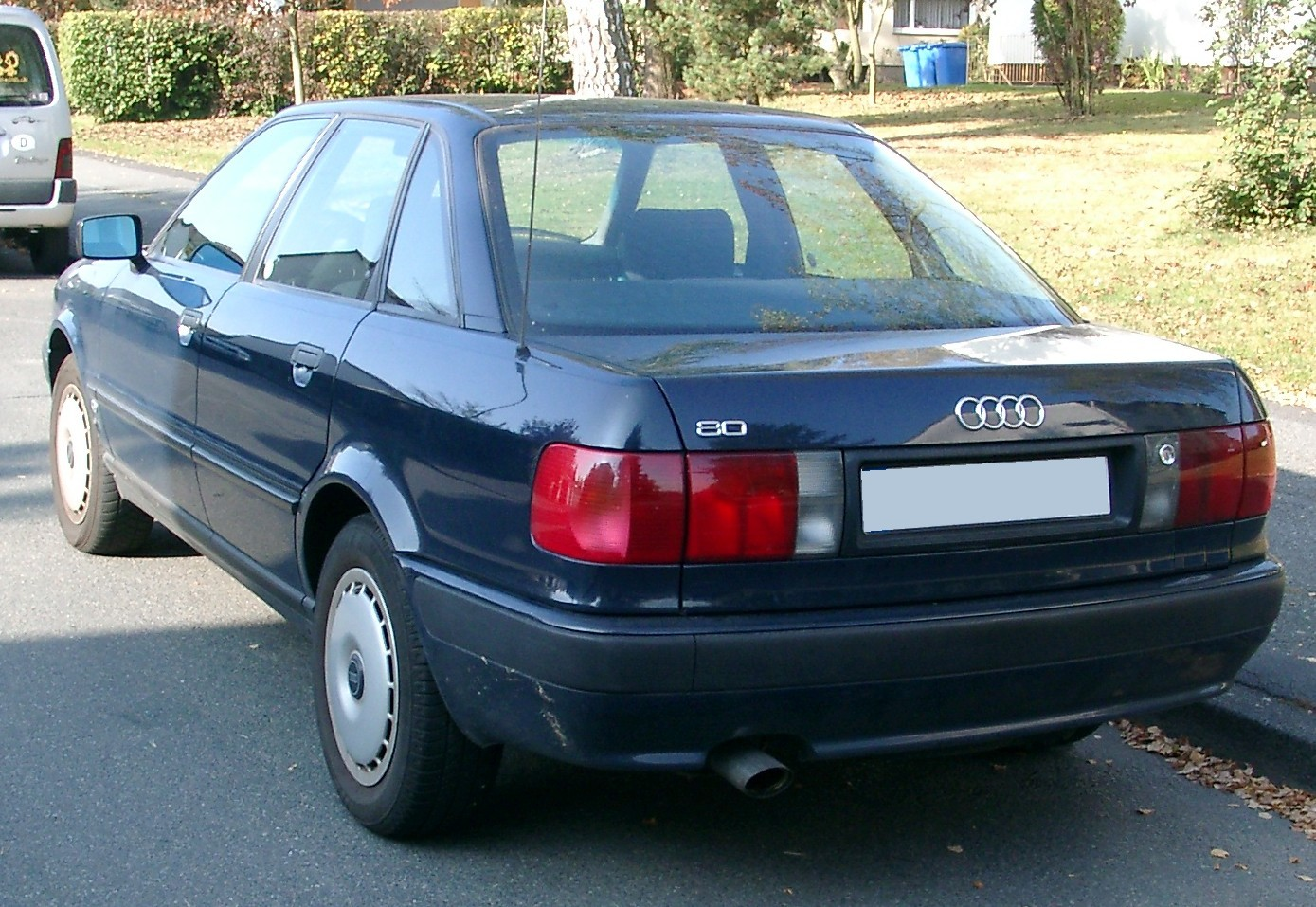
Vue arrière
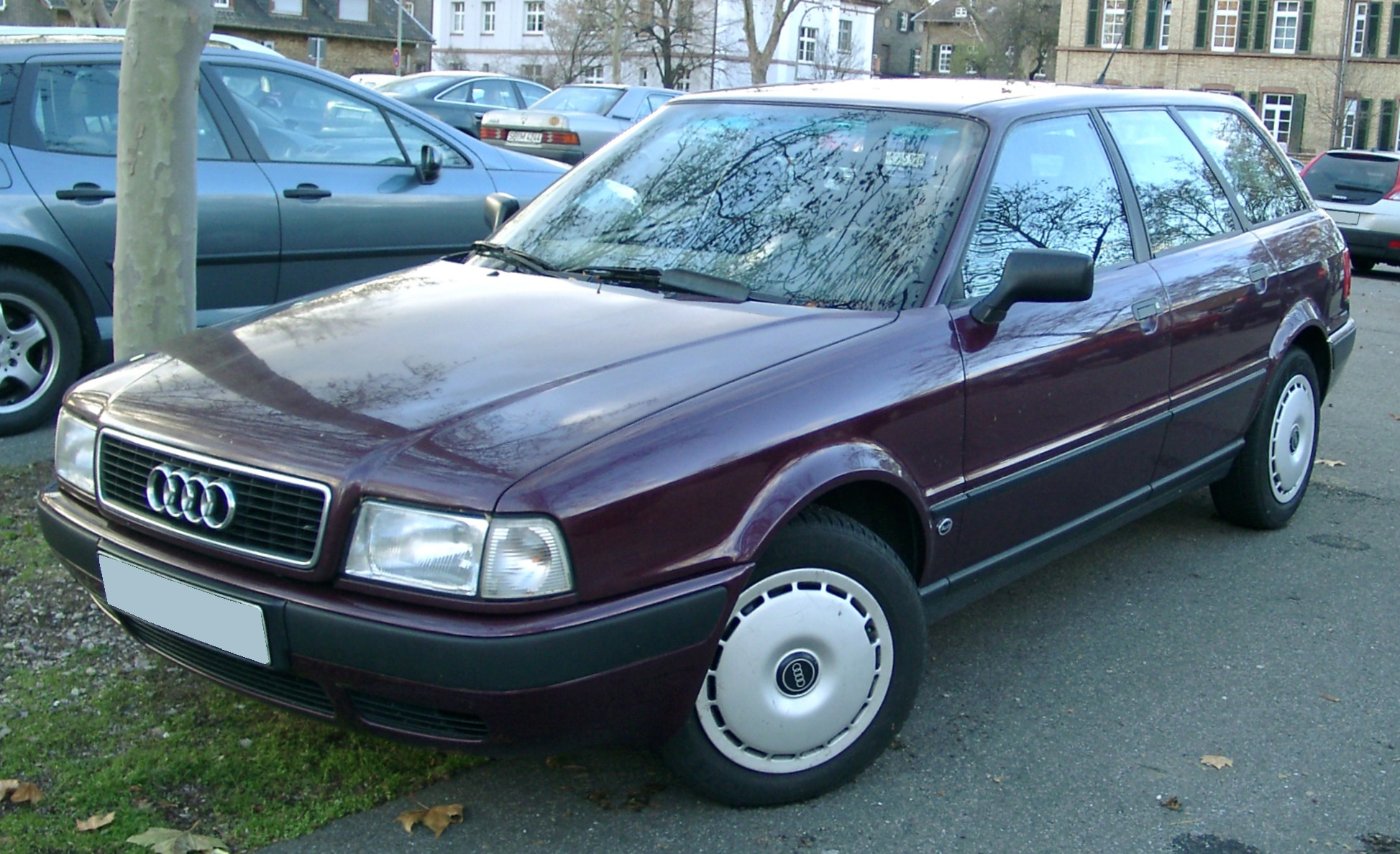
Audi 80 Avant (1992–1995)
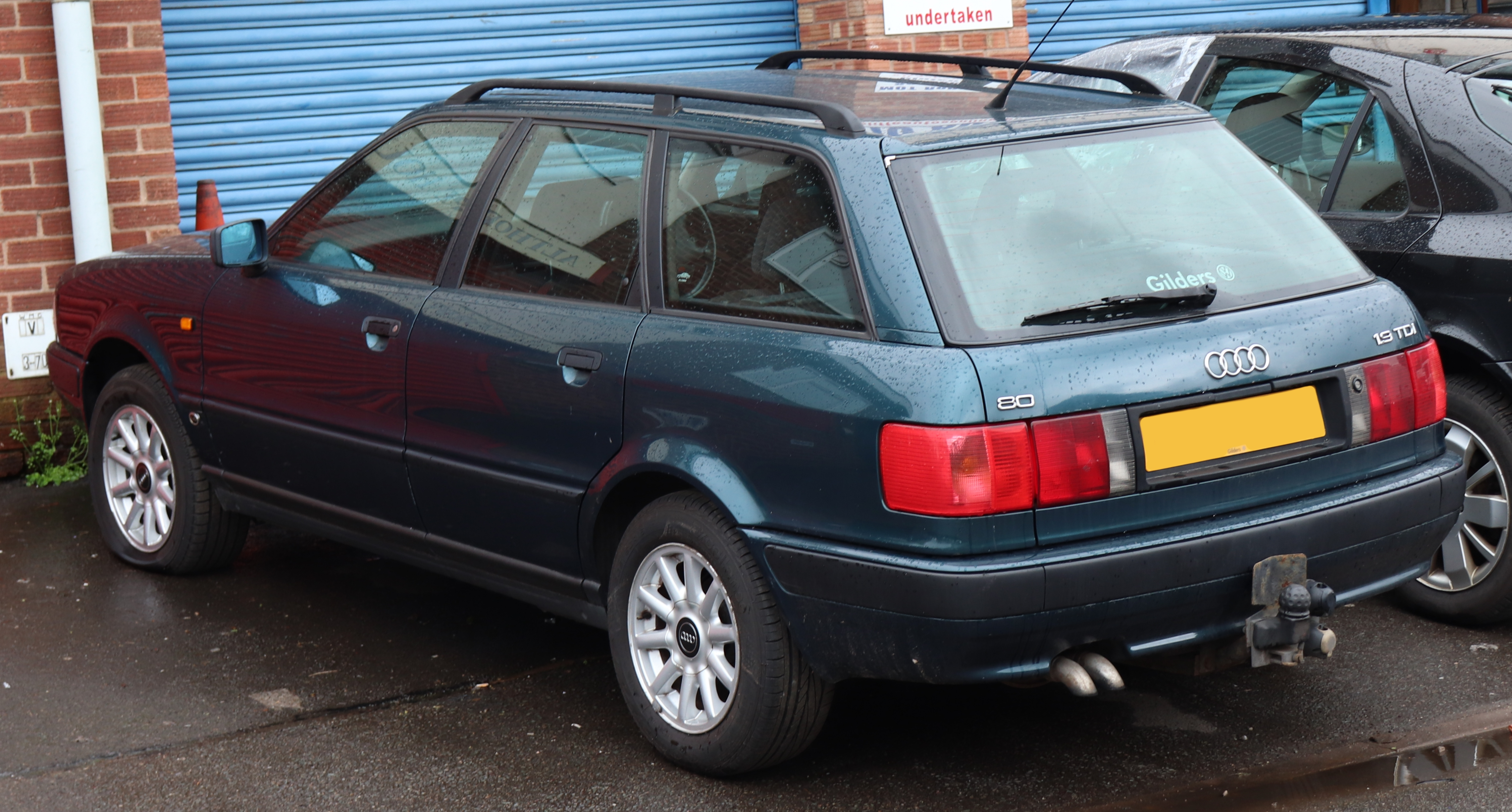
Audi 80 Avant (1992–1995)
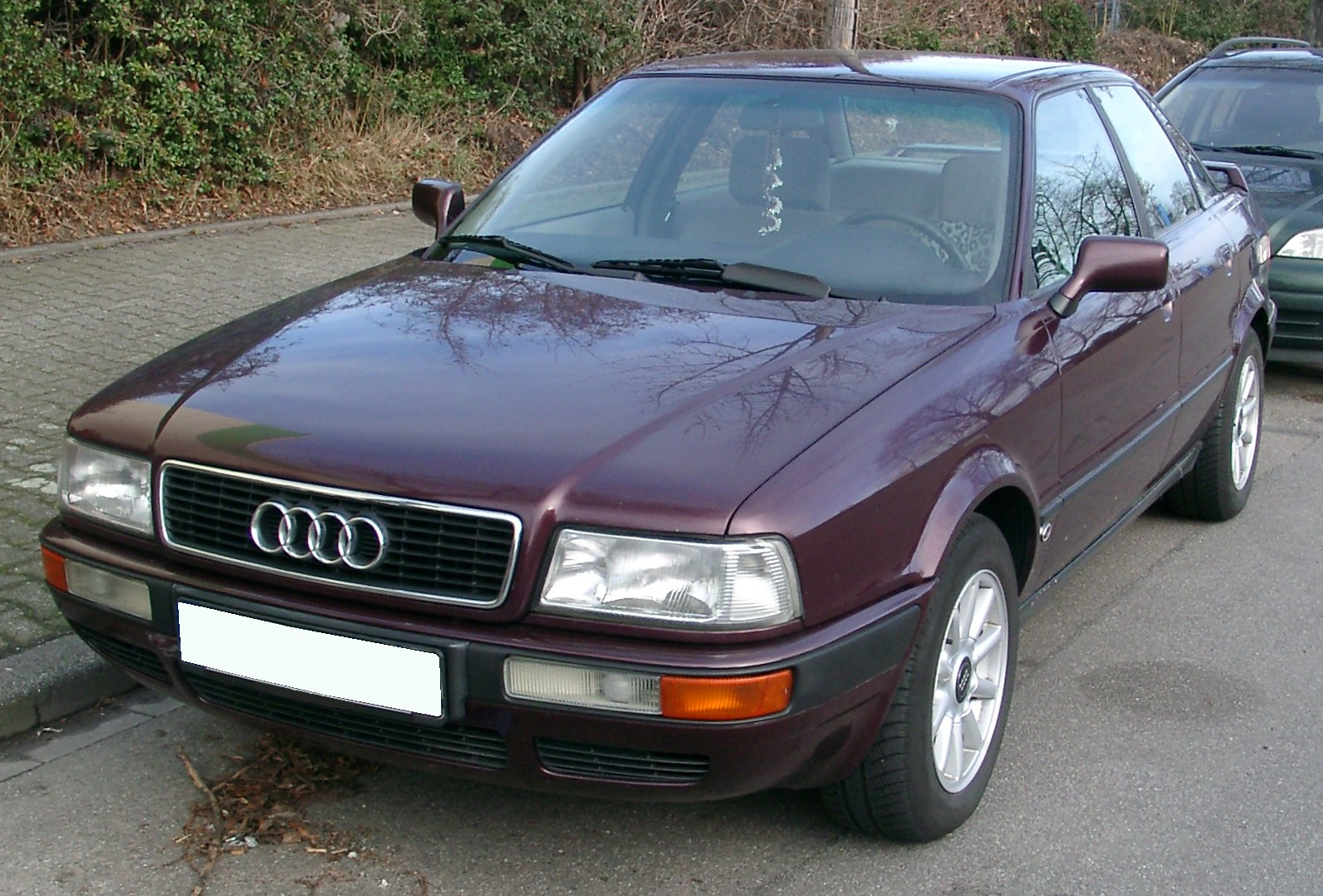
Audi 80 V6 (1992)

#### Différences avec l'Audi 80 B3
- Le système de sécurité Procon-ten développé par Audi était standard jusqu'à ce que les coussins gonflables de sécurité (« airbags ») soient introduits en standard.
- Airbag conducteur de série à partir de l'année modèle 1994, airbag passager avant en option (de série à partir de l'année modèle 1995).
- Système anti-blocage des roues (de série à partir de janvier 1993).
- Pare-chocs et unités d'éclairage modifiés; la Coupé, la Cabriolet et le RS2 ont également reçu une section avant spéciale avec des phares différents. À l'exception des modèles normaux à quatre et cinq cylindres, tous les véhicules étaient équipés de série de clignotants et de phares antibrouillard intégrés dans le pare-chocs, qui, à l'exception du RS2, ont été repris tels quels de l'Audi 90 précédente.
- Capot modifié avec calandre intégrée, passages de roue plus larges et plus gros, coffre plus long et arrière remodelée.
- Empattement légèrement augmenté.
- Jantes de 15 pouces de série, dimensions des pneus de 195/65/15 en configuration de base (jantes de 14 pouces sur l'Audi 80 B3).
- Essieu arrière repensé, qui impliquait nécessairement une nouvelle conception du réservoir du véhicule et une modification de la forme du plancher du coffre (la forme robuste du coffre du modèle précédent était souvent critiquée).
- Climatisation changée.
- Dossiers de siège arrière rabattables asymétriquement disponibles; seuls quelques exemplaires avec des dossiers rigides ont été construits. À partir de la variante de modèle 2.3E, les dossiers des sièges arrière de la berline pouvaient être verrouillés à l'aide du système de verrouillage central.
- Isolation améliorée.
- Matériaux de qualité supérieure à l'intérieur (en particulier les housses de siège et les panneaux)
- Panneaux de porte changés.
- Commutateur de feux de détresse sur la console centrale au lieu d'être sur le commutateur de la colonne de direction.
- Gamme de moteurs modifiée.

### Variantes du modèle
Visuellement, les modèles à six cylindres différaient légèrement des autres modèles. Les clignotants avant étaient intégrés dans le pare-chocs et des doubles phares principaux ont été installés, qui étaient un développement approfondie des doubles phares de l'Audi 90 et des Coupé jusqu'à l'année modèle 1991. Ceux-ci se composaient d'un réflecteur H4 pour les feux de croisement et les appels de phares et d'un réflecteur H1 pour les appels de phares et les feux de route. Par rapport aux modèles standard à quatre et cinq cylindres, cela a entraîné une amélioration significative du schéma d'éclairage. Ces phares étaient auparavant utilisés sur l'Audi Coupé et ont également été installés sur l'Audi Cabriolet jusqu'à l'année modèle 1997. Les derniers Cabriolet, S2 et RS2 de 1998 et plus avaient des phares halogènes DE de conception similaire. Ceux-ci avaient des feux de croisement H1 avec une lentille de projection et un réflecteur H1 pour les feux de route avec un réflecteur plus grand que la combinaison H4/H1. Comme les feux de croisement restaient allumés lorsque les feux de route étaient allumés, le schéma lumineux était encore amélioré, notamment lorsqu'il s'agissait d'éclairer la zone devant le véhicule. Les phares DE peuvent être facilement commutés pour le sens de circulation à gauche en basculant un interrupteur dans le boîtier du phare.
Les modèles S2 ainsi que la Cabriolet, la Coupé et le modèle spécial quattro competition avaient également des pare-chocs modifiés avec un tablier avant abaissé. Le RS2, quant à lui, avait un pare-chocs avant différent avec des prises d'air très prononcées. Le dernier changement de conception de la B4 consistait en des pare-chocs plus arrondis sur la Cabriolet entre fin 1997 et 2000.
Les boîtiers de rétroviseurs extérieurs et les poignées de porte étaient peints de série en couleur carrosserie (sauf pour la berline 4 cylindres et l'Avant). À partir du modèle 2.3E, l'inclusion des dossiers arrière rabattables dans le circuit de verrouillage central était également standard. À l'arrière, les modèles à six cylindres et les véhicules quattro sont reconnaissables aux doubles sorties d'échappement du système d'échappement. Les modèles TD et TDI avaient également un double tuyau d'échappement qui était plié pour une meilleure évacuation de la suie. La B4 quattro a également un empattement plus court de 1 cm. En conséquence, les roues arrière semblaient un peu plus au centre dans le passage de roue que sur la traction avant. Une autre différence entre la Quattro et la traction avant est l'essieu arrière légèrement plus large.

#### Amérique du Nord
La version nord-américaine de l'Audi 80 B4, bien qu'également construite dans les usines allemandes d'Audi, présentait certaines caractéristiques particulières. Alors qu'en Allemagne et en Europe, la gamme de modèles Audi 90 a été abandonnée avec l'introduction de la B4 et que tous les véhicules n'étaient vendus qu'en tant qu'Audi 80, aux États-Unis et au Canada, c'était exactement le contraire, la B4 y était répertoriée sous le nom d'Audi 90.

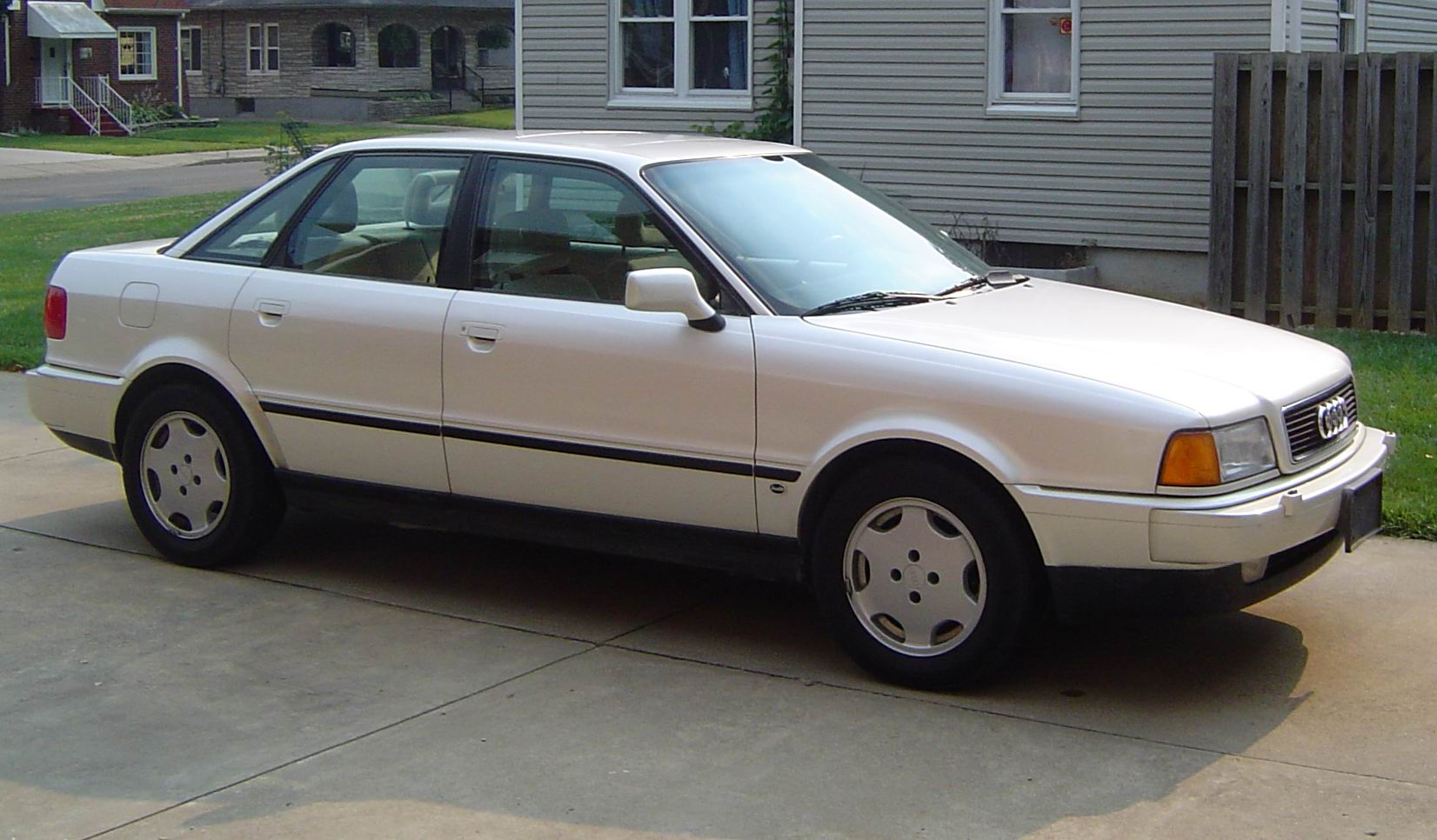
Audi 90 (Version américaine de la B4; 1993)

Pour des raisons de politique de produit, seuls les 2.6E et 2.8E étaient proposés, uniquement en berline puis plus tard la Cabriolet était proposée. En raison d'exigences particulières en matière de sécurité en cas de collision et de système d'éclairage, des pare-chocs autres que ceux couramment utilisés en Europe ont dû être développés, qui sont reconnaissables à un renflement transversal clairement saillant. Cela rendait également impossible l'utilisation de l'éclairage conventionnel des modèles V6, c'est pourquoi les véhicules nord-américains avaient les clignotants à côté des phares principaux, similaires aux modèles européens à quatre et cinq cylindres. Les phares principaux étaient de construction très similaire à ceux des modèles européens, mais ils produisaient une image lumineuse différente. De plus, d'autres phares antibrouillard ont été installés, qui se trouvaient nettement plus bas dans le pare-chocs avant. Les lentilles de clignotants entièrement blanches n'étaient pas non plus autorisées et les clignotants de couleur orange, déjà connus, de la prédécesseur, la B3/Type 89, ont été utilisés. Comme détail supplémentaire, les véhicules avaient un support de plaque d'immatriculation arrière modifié et plus large entre la conception des feux arrière. De plus, les clignotants des feux arrière étaient rouges. Les clignotants étaient utilisés en tant que deuxième feu arrière, feu de stationnement (orange) à l'avant et tous les quatre étaient utilisés en tant que feux de position latéraux.
Les véhicules nord-américains avaient aussi généralement un équipement plus riche; Des extras comme la transmission automatique, régulateur de vitesse, climatisation, vitres électriques, sièges chauffants, intérieur cuir et les doubles airbags étaient beaucoup plus répandus qu'en Europe.

#### Développement sportif

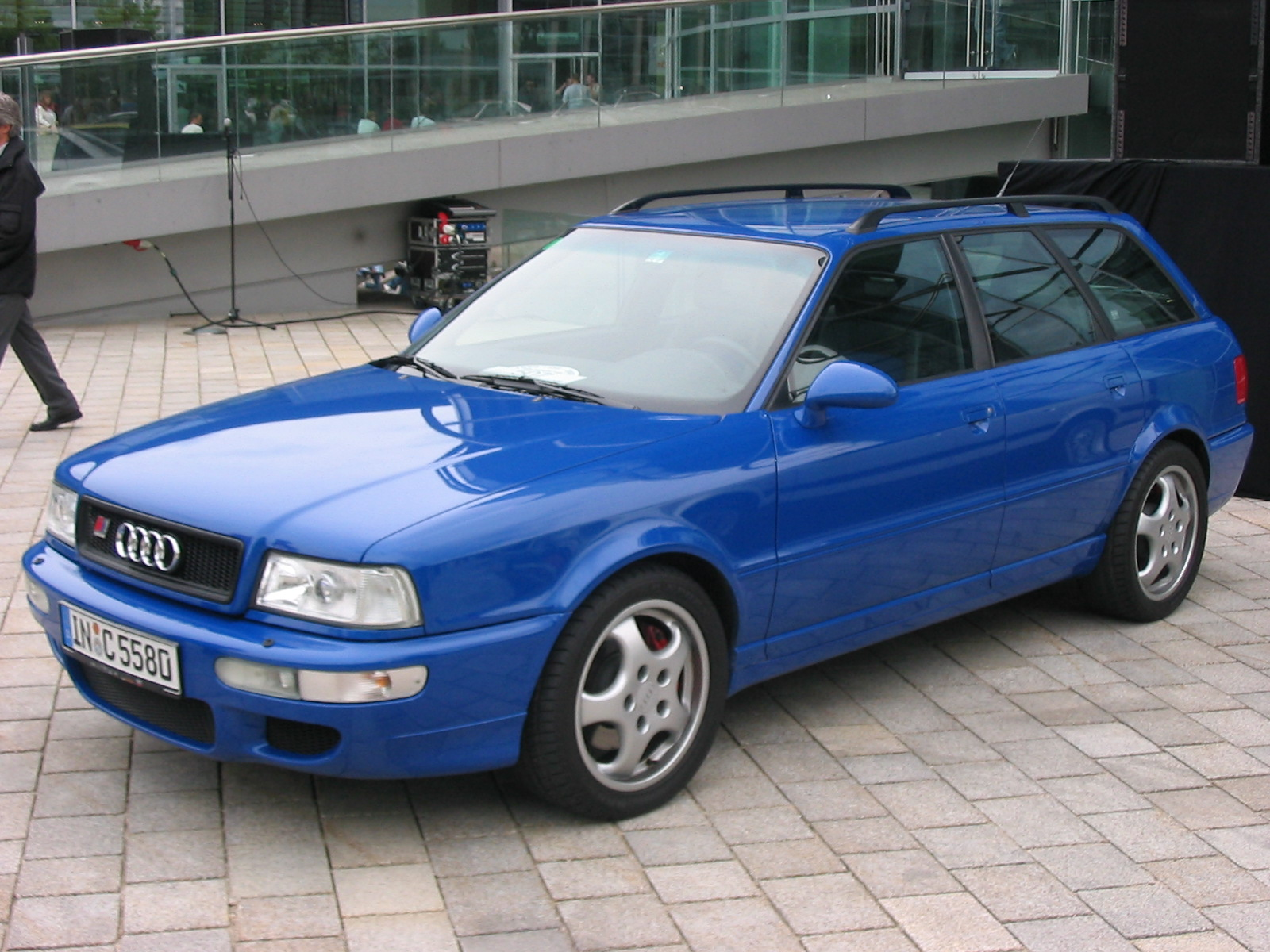
Audi RS2 (1994–1995)

L'Audi 80 Avant était également proposée en tant que variantes aux performances améliorées, les "S2" et "RS2", le RS2 étant produit chez Audi à Neckarsulm en coopération avec le constructeur automobile Porsche (système de freinage, châssis, rétroviseurs, jantes) (la Porsche 944 est sortie de la chaîne de montage de 1981 à 1991). Avant le RS2, il y avait déjà sa prédécesseur non officielle, la S2 Revo du tuner SMS (Schmidt Motorsport, la société était active pour Audi dans le DTM, par exemple, et elle a aidé à développer la S2), qui était d'abord proposée avec 270 ch, et plus tard avec 308 ch et plus, elle pouvait être commandée chez un concessionnaire Audi. Ces véhicules sont extrêmement rares à trouver aujourd'hui. La S2 et le RS2 étaient tous deux propulsés par un moteur cinq cylindres en ligne de 2,2 litres avec une technologie à quatre soupapes et un turbocompresseur; De plus, avant d'être utilisé dans la B4, le moteur était équipé d'un système d'allumage spécial sans contact avec des bobines d'allumage individuelles. La S2 atteignait ainsi 169 kW (230 ch), tandis que le RS2 avait une puissance moteur de 232 kW (315 ch), jamais vue auparavant dans un véhicule routier d'Audi. À cette fin, le moteur Porsche était équipé d'un turbocompresseur optimisé, d'un collecteur d'échappement modifié et de convertisseurs catalytiques métalliques. En 1993, l'Audi S2 berline a brièvement suivi, seulement 306 exemplaires de berline ont été construites. Tous les RS2 et la S2 avec le moteur 5 cylindres de 2 226 cm³ (code moteur S2 ABY avec 169 kW/230 ch et code moteur RS2 ADU avec 232 kW/315 ch) avaient une boîte manuelle à 6 rapports. Alors que le RS2 n'était proposé qu'en break, la S2 était également disponible en coupé et - en quelques exemplaires - en berline.
Avec l'année modèle 1994, le modèle spécial Europa a été introduit. Elle se distinguait de la variante standard par, entre autres, un équipement de base plus étendu. Cela comprenait, entre autres, des rétroviseurs extérieurs à réglage électrique ainsi que des jantes en alliage léger (jantes en alliage 7 × 15 à 10 branches au design Speedline avec pneus 205/60 R15 V), toit ouvrant électrique ou climatisation manuelle en option, volant avec coussins gonflables de sécurité (« airbags »), appui-tête à l'arrière et cinq différentes finitions spéciales disponibles.
En 1994, l'Audi 80 berline a également été proposée en tant que modèle spécial limité (à 2500 exemplaires), la Competition. Ce modèle était livré d'usine avec les phares de l'Audi Coupé et les jantes alliage de 7×16, les jupes avant et arrière et l'aileron arrière, déjà connu, du modèle Audi S2. Le véhicule était également équipé de la transmission intégrale permanente quattro. La Competition a été produite pour des raisons d'homologation pour la série de courses Super Tourenwagen Cup. Son moteur (code d'identification ACE) est basé sur les célèbres moteurs quatre cylindres de deux litres, le 2.0 (66 kW) et le 2.0E (85 kW), qui passe avant tout par l'installation d'une injection de collecteur d'admission Bosch KE Motronic et une culasse à 16 soupapes qui a augmenté les performances à 103 kW (140 ch). De plus petits nombres de ce moteur ont également été utilisés dans les véhicules normaux de la gamme B4.
La Competition d'usine comprenait des entretoises pour le hayon et le becquet afin que le becquet arrière puisse être monté plus haut. Un profilé en aluminium qui pouvait être monté sur le spoiler arrière et un bas de caisse pour le pare-chocs avant ont également été fournis, ce qui devait encore améliorer les propriétés aérodynamiques. Cependant, ces accessoires n'étaient pas homologué pour une circulation routière normale. La Competition d'usine comprenait également un porte-clés sur lequel était inscrit le numéro de série du véhicule (ex. : 583/2500). La Competition n'était disponible qu'avec trois couleurs, Vulkanschwarz-Perleffekt, Laserrot et Kristallsilber, basées sur la palette de couleurs traditionnelle d'Audi, en particulier dans le secteur du rallye automobile.

### Fin de fabrication
En décembre 1994, la production de la berline a pris fin, tandis que le break était encore en production jusqu'en décembre 1995. Le modèle successeur de novembre 1994 était l'Audi A4 B5. Cependant, des exemplaires d'Audi 80 berline ont été immatriculés pour la première fois début 1995.

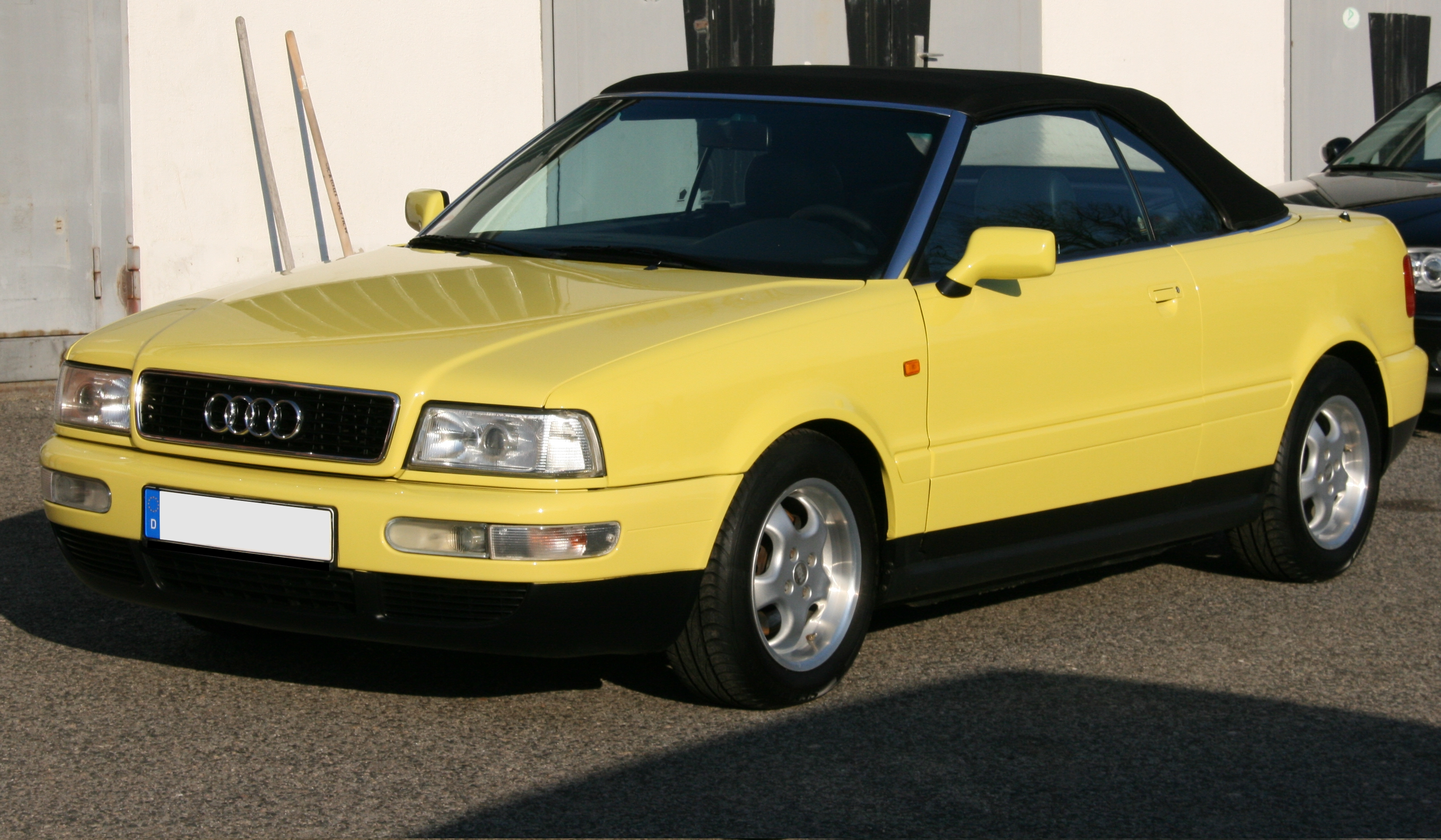
Audi Cabriolet

L'Audi RS2 a été construit en collaboration avec Porsche jusqu'en mai 1995, et quatre RS2 berlines, particulièrement rares, ont également été produites.
L'Audi Cabriolet, qui n'est pas basée sur la B4 mais sur l'Audi Coupé, a été produite jusqu'en août 2000, bien que des modifications mineures aient été apportées en avril 1997. Le pare-chocs avant a été remodelé et des double phares ellipsoïde avec lentilles de projection, déjà connus sur les S2 et RS2, étaient disponibles d'usine. Un troisième feu stop a été installé sur le couvercle du coffre. De même, la conception du combiné d'instrumentations, qui était restée en grande partie inchangée depuis 1986, a été adaptée au goût de l'époque avec la même technologie et de nouvelles couleurs de peinture et des aménagements intérieurs (de meilleure qualité) étaient disponibles.

### Courses de voitures de tourisme

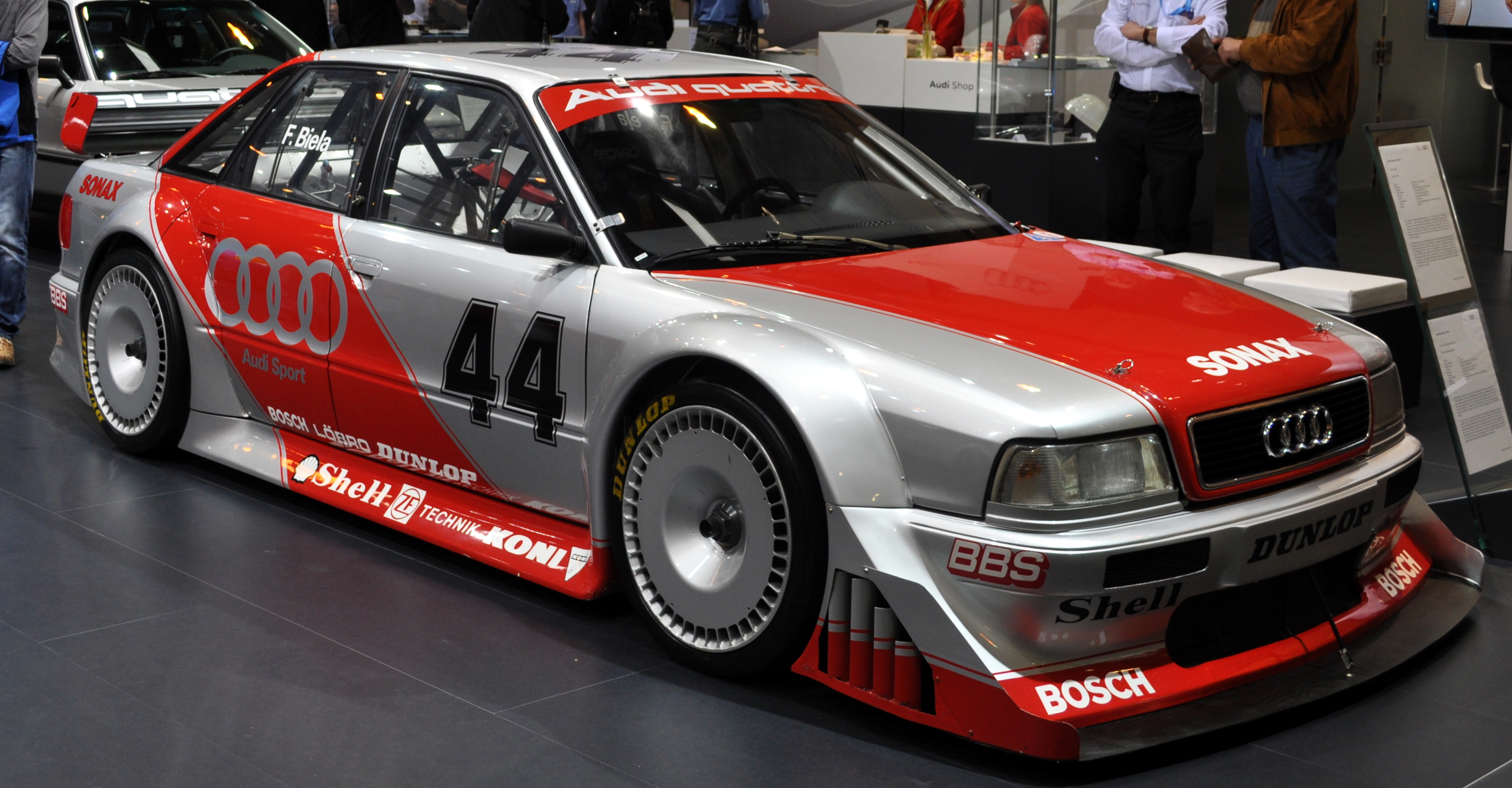
Audi 80 quattro 2,5 DTM (1993)

Pour le Deutsche Tourenwagen Meisterschaft (DTM) de 1993, Audi a construit une voiture de course basée sur l'Audi 80 avec un moteur six cylindres de 2,5 litres et 285 kW (388 ch) à 10 500 tr/min. Elle était destinée à remplacer les Audi V8 qui étaient auparavant utilisées et qui ne sont plus éligibles en vertu de la nouvelle réglementation. Cependant, Audi s'est retiré du DTM avant le début de la saison et la voiture n'a pas été utilisée. Elle appartient toujours à Audi AG aujourd'hui.
En 1994, à l'occasion du Super Tourenwagen Cup (STW), Audi a construit le modèle d'homologation Audi 80 Quattro Competition en un nombre limité de 2500 exemplaires. Pour chaque Competition, Audi donnait un porte-clés contenant le numéro de série du véhicule respectif (numéro de série/2500). De plus, la Competition d'usine comprenait des réhausses et un profilé en aluminium qui pouvait être fixé sur l'aileron arrière et un spoiler pour le bouclier avant. Selon les documents originaux, tout ceci sert à améliorer les propriétés aérodynamiques. Étant donné que, selon la réglementation sportive, les caractéristiques externes de la carrosserie des voitures de production et de course doivent être exactement les mêmes, ces extras ont été inclus. Cependant, les pièces citées ne sont pas homologuées pour une utilisation sur la voie publique.

### Source
- Audi 80 Betriebsanleitung. Audi AG, Juli 1992